# Norba latina
Norba, indicata anche come Norba latina per distinguerla dalla coeva Norba apula situata in Puglia (Apulia), fu un'antica città romana sui Monti Lepini, collocata in posizione dominante sulla pianura pontina a sud di Roma presso l'attuale borgo di Norma, in provincia di Latina. Secondo l'etimologia proposta dal linguista Giacomo Devoto, il toponimo Norba avrebbe il significato di "(città) forte".

## Storia

### Dionigi di Alicarnasso e Tito Livio
Dionigi di Alicarnasso parla di Norba come una città latina ('Storia di Roma arcaica' lib. VII, XIII) che tra il 501 e il 496 a.C. partecipò con la Lega Latina alla guerra contro Roma nella battaglia del lago Regillo; il conflitto avvenne per riporre sul trono di Roma Tarquinio il Superbo, che trovò nel genero Ottavio Mamilio di Tusculum, città-guida della lega latina, un valido alleato:
(Dionigi di Alicarnasso, 'Storia di Roma arcaica' V, 50,1.)

Il conflitto fu una disfatta per le città latine confederate e nel 492 a.C. i romani inviarono nuovi coloni a Norba, che ora costituiva 
(Livio, Ab Urbe Condita, Lib.II)
Grazie alla sua posizione geografica e alle maestose mura difensive Norba divenne un avamposto pressoché inespugnabile per i popoli ostili a Roma come Privernati, Setini e Fondani; nel corso della seconda guerra punica la città accolse come ostaggi numerosi militari cartaginesi.

### Appiano di Alessandria
Durante la guerra civile tra Gaio Mario e Silla (88-82 a.C.) Norba si schierò apertamente con il primo. Gli abitanti di Norba, assediati dalle truppe sillane, piuttosto che cadere nelle mani del nemico preferirono incendiare le loro case e uccidersi. Così racconta la fine di Norba lo storico Appiano di Alessandria:
(Appiano di Alessandria, 'Bell. Civil.' I, 94-95.)

### Plinio
Sebbene in seguito ricostruita, Norba perse rapidamente di importanza e Plinio il Vecchio la cita nel suo elenco delle città del Latium vetus ai suoi tempi (I secolo d.C.) scomparse. Dopo la distruzione sillana, parte della popolazione di Norba si trasferì nella sottostante città di Ninfa, che divenne piuttosto importante, per poi decadere a sua volta a causa della malaria. Altri esuli fondarono invece in Spagna Norba Caesarina (l'attuale  Cáceres).
Nel corso del Medioevo, tuttavia, alcune strutture della Norba antica furono riutilizzate come chiese cristiane, come nel caso di un tempio dell'Acropoli Minore e del santuario di Giunone Lucina. Anche nell'area della grande Acropoli furono rintracciati elementi che testimoniavano una occupazione del sito in età altomedievale. Il nome della moderna Norma apparve nei documenti ufficiali solo nel corso dell'VIII secolo d.C., quando Ninfa e Norma furono donate a papa Zaccaria da parte dell'imperatore bizantino Costantino Copronimo. La moderna Norma ebbe forse il suo primo nucleo nel cosiddetto vicolo, un sobborgo della vecchia città romana ormai disabitata. È probabile che accanto alla nascita della cittadina medievale, parte della vecchia città romana sia stata riutilizzata appunto per scopi religiosi.

### Gli studi su Norba nel '700 e nell'800
Giuseppe Rocco Volpi, nel suo Vetus Latium, ipotizzò che la città antica fosse nata per mano di Alba Longa, che assieme alle altre città ad essa legate celebrava sul Monte Albano le festività dedicate a Iuppiter Latiaris (Giove Laziale):
(Strabone, Geografia, V, 3,2.)
L'ipotesi mossa dal Volpi può trovare riscontro nella storiografia antica; in particolare in Dionigi di Alicarnasso (Lib. V) si legge che la lega escluse dalle partecipazioni alle assemblee la stessa Roma dopo che quest'ultima nel VII sec a.C. distrusse Alba Longa, acquisendo un posto di preminenza nel territorio e suscitando per la prima volta l'avversione dei Latini (Livio 8,4,8; Dionigi di Alicarnasso III,34,1). In questo quadro complesso, Norba e le altre città della lega mossero guerra contro Roma anche in virtù del loro antico legame con Alba.
I risultati degli scavi, inaugurati sotto la direzione del Pigorini nel 1901, con gli archeologi Luigi Savignoni e Raniero Mengarelli, hanno ribattuto tale ipotesi dimostrando come tutto il materiale scavato, gli oggetti rinvenuti e i principali complessi erano collocabili al IV secolo a.C., dunque in piena età romana. Solamente negli scavi dei due templi furono rinvenuti alcuni materiali più arcaici (V secolo a.C.), come un frammento con Iuno Sospita e due teste votive di fattura arcaica.
Tale risultato era una risposta concreta anche all'acceso dibattito su cui si confrontarono insigni archeologici nel corso dell'800: da una parte il Petit-Radel vedeva nelle mura megalitiche un'origine pelasgica, mentre dall'altra il Gerhard proponeva una datazione più recente, ascrivibile alla Roma dei Tarquini.

## Indagini archeologiche

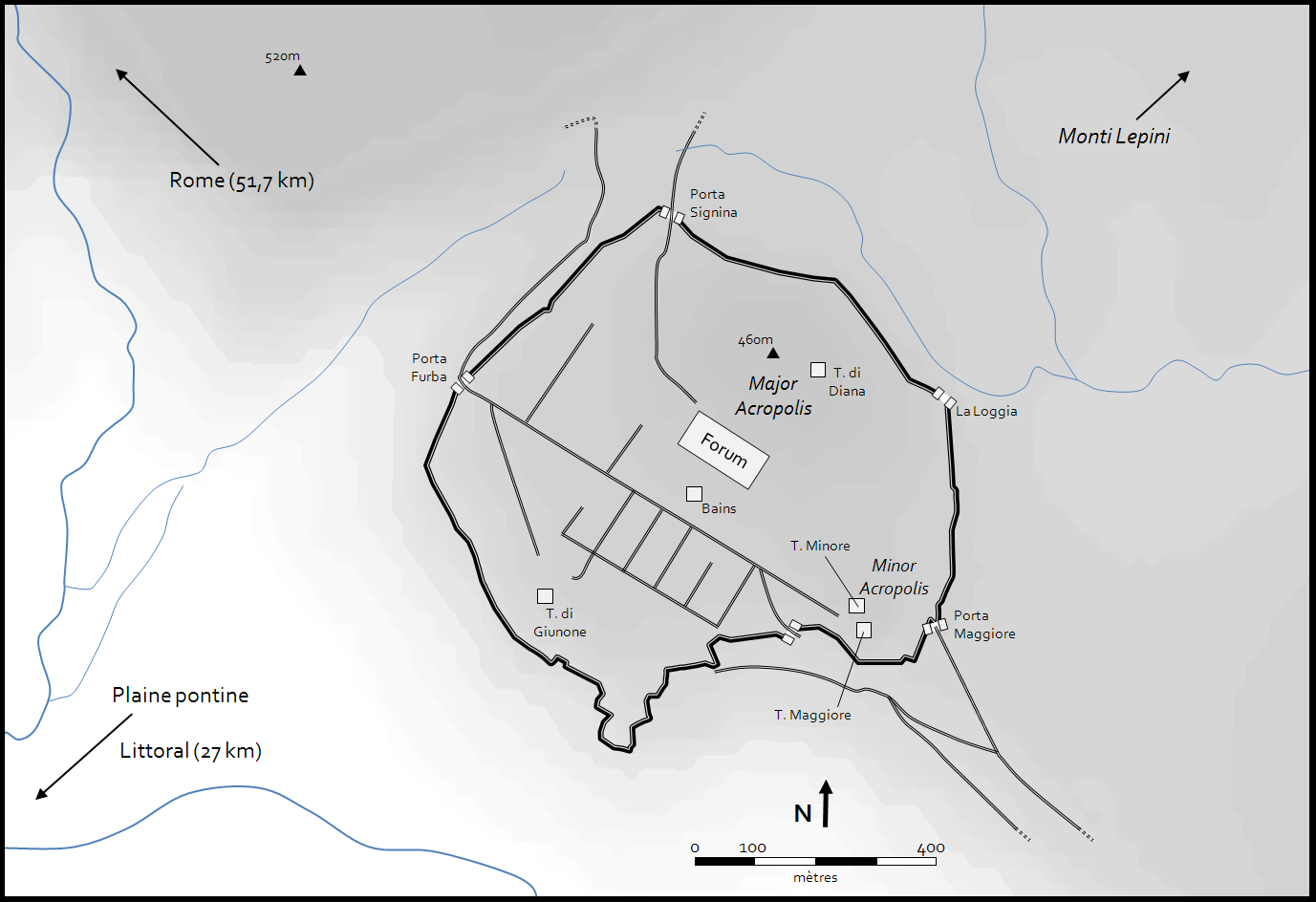
Mappa dell'antica città di Norba

L'archeologa Stefania Quilici Gigli, che da anni dirige le attività di scavo del parco archeologico, ci ha fornito uno studio attento e puntuale per cercare di ricostruire, sulla base di studi di topografia, la storia di Norba.
Già dalla fine del IX secolo a.C. la zona circostante alla città di Norba conobbe un cospicuo popolamento, di cui sono testimonianza la necropoli di Caracupa, alcune tombe nell'area attigua all'Abbazia di Valvisciolo e le mura megalitiche sul Monte Carbolino.
Non sappiamo con certezza se in questo popolamento del territorio circostante rientrava anche un primo nucleo norbano; la città, infatti, così come oggi ci appare, con le sue strutture, le domus e i templi, risale al IV-III secolo a.C., quando già Norba era una rigogliosa colonia romana.
Per quanto riguarda le mura, Lugli colloca quelle in terza-quarta maniera al IV secolo:
(Giuseppe Lugli, Studi di topografia antica)
A Norba si riscontra inoltre la presenza di mura costruite nella cosiddetta prima e seconda maniera. Secondo Lorenzo Quilici e Stefania Quilici Gigli queste mura correvano in origine lungo tutto il percorso della città per poi essere sostituite, o inglobate, dalle mura in III-IV maniera. Muovendosi in questa direzione i due studiosi hanno inquadrato le mura nella tecnica più raffinata alla metà del III secolo a.C., mentre le fortificazioni in I maniera risalirebbero alla metà del IV secolo.

## La città antica

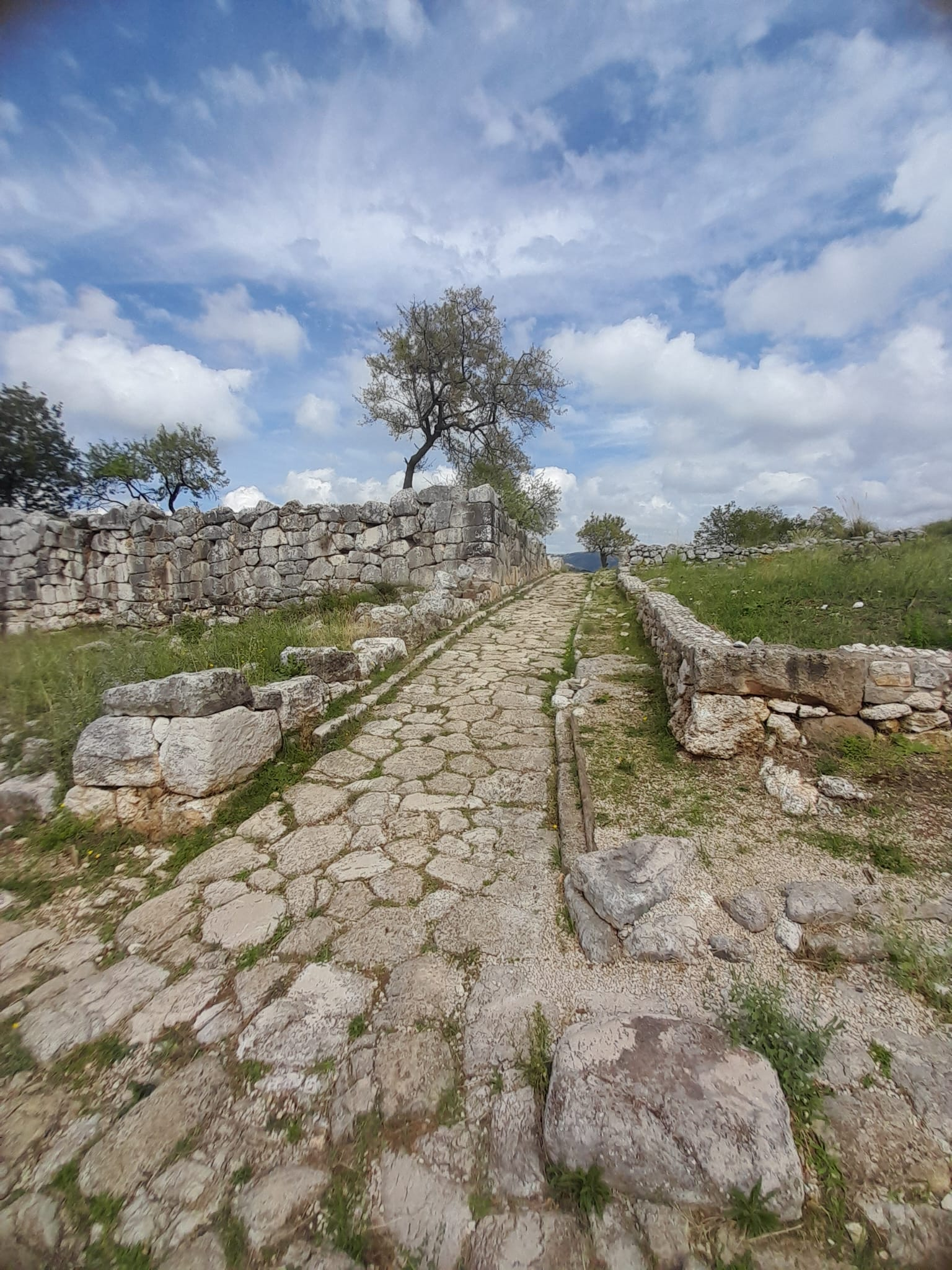
Sito archeologico

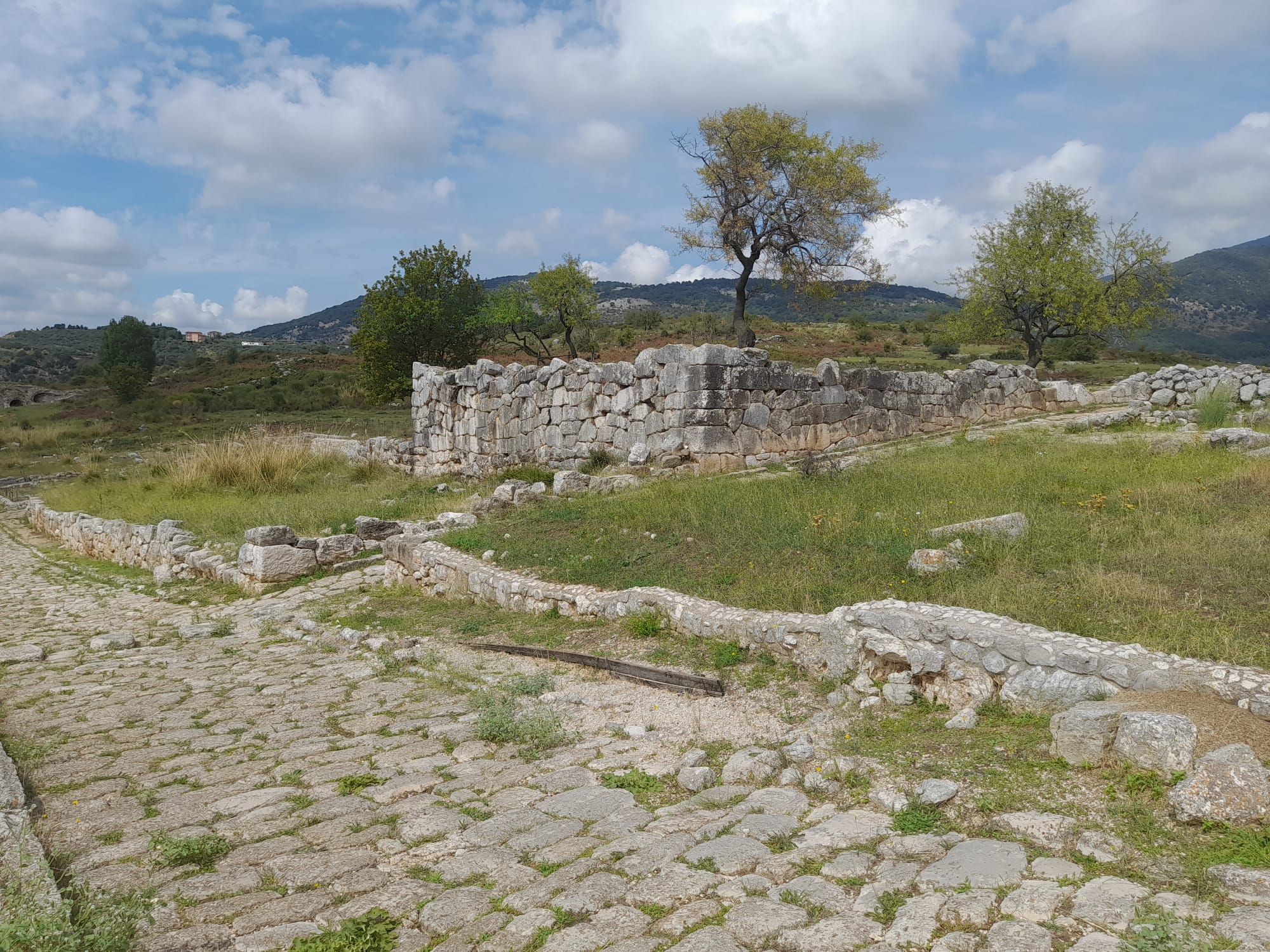
Sito archeologico

L'area archeologica conserva notevoli resti della cinta muraria in opera poligonale, con quattro porte risalenti al IV secolo a.C. La città costituisce uno degli esempi meglio conservati in Italia di urbanistica a pianta regolare risalente a un'epoca piuttosto antica. Il terreno accidentato ha portato alla creazione di terrazzamenti digradanti che conferiscono alla città un aspetto scenografico. Recenti scavi hanno messo in luce significativi resti di vari edifici, suddivisi in isolati irregolari da strade parallele e ortogonali, tra cui spiccano due acropoli con diversi templi.
L'acropoli maggiore conteneva il tempio di Diana, di cui permane un basamento e la cui attribuzione alla Dea ci è fornita da alcune reperti recanti una dedica. La struttura templare era divisa in pronao e cella e contornata su tre lati da un porticato a pilastri. L'acropoli maggiore conteneva anche gli uffici governativi e di rappresentanza come il Senato e la guarnigione militare.
Subito a valle dell'acropoli maggiore trova luogo uno stabilimento termale in opus caementicium, col calidarium, frigidarium e tepidarium. La struttura presenta oggi un buono stato di conservazione ed è indubbiamente, assieme alle mura e alla Porta Maggiore, la parte meglio conservata della città antica.
L'acropoli minore, la parte più antica, conteneva due templi, entrambi a base rettangolare. La loro dedica è tutt'oggi incerta, ma fu rilevato come, nel corso dell'alto medioevo, furono riutilizzati come chiese cristiane.
A valle dell'acropoli minore trovano posto due domus, probabilmente legate agli alti ranghi della comunità; la domus detta 'dei semi combusti' e la 'casa del caduceo'. La prima prende il nome dai resti di semi carbonizzati a testimonianza dell'incendio che distrusse, nell'81, la città; la seconda presenta invece, una particolare pavimentazione in cotto e calcare colorato. Quest'ultima casa prende nome dal caduceo talora riprodotto in tali pavimenti. Lo stesso simbolo del caduceo sembrerebbe presente anche in alcune monete emesse sotto il consolato di Norbanus (1 Archiviato il 14 luglio 2014 in Internet Archive.)
Nella zona meridionale della cittadella sorgeva il tempio di Giunone Lucina, dea protettrice della nascite e delle partorienti; anche in questo caso la certezza della dedica ci è fornita da alcune dediche su lamine in metallo. Il tempio era diviso in pronao e cella, aveva dinanzi una gradinata ed era ornato da grandi colonne scanalate che terminavano con i capitelli.
I Norbani costruirono quattro porte alla città: due comode che consentissero facilmente l'accesso alla città, ma da difendere più intensamente, e altre due situate sui pendii difendibili con minime forze. La Porta Maggiore o Porta Setina, perché orientata verso sezze (Setia) e la Porta Segnina, direzione Segni, sono le porte cosiddette comode; mentre la Porta Ninfina e quella Occidentale sono quelle arroccate su precipizi. Forse nessuna delle colonie romane conserva una così bella e intatta porta come è quella Maggiore. Di evidente derivazione greca, aveva alla sua sinistra un torrione rotondo usato per colpire i soldati sul fianco scoperto dallo scudo.
Per quanto riguarda l'approvvigionamento di acque, l'unica cosa certa è che Norba era alimentata dall'acqua piovana, conservata in numerosi pozzi o cisterne.
I luoghi di culto, ovvero i templi, sono situati sulle alture maggiori, luoghi più in vista e dal terreno che doveva essere necessariamente vergine, cioè non edificato in precedenza.
Tutti gli oggetti rinvenuti, dalle pietre sacre, alle armi, alle iscrizioni su lamine i bronzo, alle stipi votive, alle statuette ex voto, frammenti di maschere, sime, antefisse, sono contenuti nel Museo Nazionale Romano e nel Museo civico archeologico di Norma, con sede in Via della Liberazione.

## Tra storia e leggenda
Si racconta che tra i lunghi cunicoli sotterranei ci sia nascosto un tesoro: una chioccia coi pulcini d'oro. Molti raccontano di essersi avventurati tra questi cunicoli, ma sono dovuti tornare precipitosamente indietro.
La storia della chioccia e dei suo pulcini d'oro ci riporta all'epoca delle invasioni barbariche poiché questa era proprio uno dei soggetti principali dell'oreficeria barbara. Nel Museo del duomo di Monza è conservato un piatto d'argento dorato nel quale è proprio raffigurata una chioccia con sette pulcini, risalente all'epoca di Teodolinda e quindi di manifattura longobarda.
Probabilmente a Norba in quei luoghi è stato seppellito un capo barbaro insieme ai suoi tesori, tra cui ci potrebbe essere stato un piatto con la chioccia e i suoi pulcini come quello conservato a Monza.
I longobardi furono comunque presenti anche nel Lazio meridionale, ad esempio in Val Comino.